# Valença (Bahia)
Valença is een gemeente in de Braziliaanse deelstaat Bahia. De gemeente telt 
98.749 inwoners (schatting 2017).

## Aangrenzende gemeenten
De gemeente grenst aan Cairu, Jaguaripe, Laje, Mutuípe, Presidente Tancredo Neves, Taperoá en Teolândia.

## Geboren in Valença
- Ângelo Muniz da Silva Ferraz (1812-1867), premier van Brazilië
- Zacarias de Góis (1815-1877), premier van Brazilië
- Washington César Santos (1960-2014), voetballer
- Adriano Michael Jackson (1987), voetballer